# Waarheid op straat
Waarheid op straat is een lied van de Nederlandse rapper Ali B in samenwerking met de Nederlandse zanger Glen Faria. Het werd in 2016 als single uitgebracht en stond in hetzelfde jaar als tiende track op het album Een klein beetje geluk van Ali B.

## Achtergrond
Waarheid op straat is geschreven door Julien Willemsen, Ali Bouali en Glen Faria en geproduceerd door Jack $hirak. Het is een nummer uit het genre nederhop. In het lied zingen en rappen de artiesten over de negatieve kanten van succes. 
Het is niet de eerste keer dat de twee artiesten met elkaar samenwerken. Dit deden zij eerder al op Gekke kleine jongen.

## Hitnoteringen
De artiesten hadden weinig succes met het lied in de Nederlandse hitlijsten. Er was geen notering in de Single Top 100 en ook de Top 40 werd niet bereikt. Bij laatstgenoemde was er wel de vijftiende positie in de Tipparade.